# Maléfica (banda sonora)
Maleficent (Original Motion Picture Soundtrack) es el álbum de la banda sonora compuesto por James Newton Howard para la película de 2014 Maléfica, basada en el personaje villano de Disney Maléfica de la película animada La Bella Durmiente (1959). La película es un spin-off de acción en vivo de La Bella Durmiente e inspirada libremente en el cuento de hadas original de Charles Perrault. Dirigida por Robert Stromberg, la película está protagonizada por Angelina Jolie en el papel principal.
La película marcó la primera película de acción en vivo de Howard para Disney, ya que anteriormente había compuesto la música para las películas de animación de Disney Dinosaurio (2000), Atlantis: El Imperio Perdido (2001) y El Planeta del Tesoro (2002). El álbum de la banda sonora fue lanzado por Walt Disney Records el 26 de mayo de 2014. Incluye 22 temas de la banda sonora de Howard y una versión de la canción «Once Upon a Dream» interpretada por Lana Del Rey. Este tema se lanzó anteriormente como sencillo el 26 de enero de 2014, coincidiendo con la 56.ª edición de los Premios Grammy, y también estuvo disponible para descarga digital gratuita en Google Play. La banda sonora recibió críticas positivas por parte de los críticos.

## Antecedentes
En octubre de 2012, se anunció que James Newton Howard compondría la banda sonora de la película. Robert Stromberg había mencionado que quería que él compusiera la música para la película desde el principio y había rastreado los previsualizaciones del montaje del director con su música de otras películas. Cuando Howard se unió oficialmente al proyecto, Stromberg sintió que «elevó emocionalmente a Maléfica con lo que parecía una banda sonora clásica». La grabación se llevó a cabo en los estudios Abbey Road en Londres.
Además de la banda sonora de Howard, el álbum también incluyó una versión de la canción «Once Upon a Dream» interpretada por Lana Del Rey. La pista fue compuesta originalmente por Piotr Ilich Chaikovski y escrita por Jack Lawrence y Sammy Fain para la película de 1959 La Bella Durmiente, y se presenta como la canción principal de Maléfica. Del Rey interpretó la versión de la canción en vivo en la 56ª entrega anual de los Premios Grammy el 26 de enero de 2014, donde la canción también se lanzó para descarga digital gratuita durante su primera semana de disponibilidad en Google Play Store, y para el 4 de febrero, la canción estaba disponible para su compra.
Walt Disney Records lanzó la banda sonora de la película el 26 de mayo de 2014, con un total de 23 pistas. En una entrevista de 2016 con Phillip Valys de Sun-Sentinel, Howard mencionó que Maléfica era una de sus películas favoritas para las que había compuesto música. Interpretó la banda sonora orquestal en vivo en el Adrienne Arsht Center for the Performing Arts en Miami, Florida, el 19 de febrero de 2016, junto con otras bandas sonoras orquestales de películas, incluyendo The Dark Knight y la serie de películas The Hunger Games.

## Recepción de la crítica
La banda sonora recibió una respuesta crítica positiva. Jonathan Broxton escribió en su reseña: «Estilísticamente, se puede comparar con bandas sonoras como Waterworld, King Kong, Lady in the Water y The Last Airbender, pero Maléfica todavía tiene un toque individual y es lo suficientemente distintiva como para mantenerse por sí sola». James Southall de Movie Wave escribió: «Maléfica es grande y audaz, con temas memorables y desarrollo emocional. No hay ni rastro de la apatía que parece haber afectado a su compositor en los últimos años y es un verdadero regreso impresionante, fácilmente su mejor banda sonora desde Lady in the Water y quizás incluso más allá».
Mfiles escribió: «una experiencia de banda sonora de película agradablemente anticuada, quizás carente de una identidad definitoria, pero un hermoso regreso a la forma para el compositor». Sheri Linden de The Hollywood Reporter escribió: «el auge y la grandilocuencia de la banda sonora de James Newton Howard se hacen fuertes en las primeras secuencias antes de encontrar un ritmo». Mark Hughes fue más crítico con la película en su reseña para Forbes, pero elogió la banda sonora de Howard. Heather Phares de Allmusic calificó la banda sonora como «amenazante pero ingeniosa» y elogió la versión de Del Rey de «Once Upon a Dream» llamándola «extraña y seductora» y añadió que «sirve como un recordatorio de por qué se ha convertido en una de las colaboradoras de bandas sonoras más solicitadas de la década de 2010».
Andrew Barker de Variety escribió: «La banda sonora envolvente de James Newton Howard encuentra un buen punto dulce entre Erich Korngold y Danny Elfman, y la versión gótica de Lana Del Rey del éxito de La Bella Durmiente 'Once Upon a Dream' es un cierre adecuado». Michael Phillips de Chicago Tribune, en una reseña mixta, calificó la banda sonora como «empalagosa y insistente». Filmtracks.com escribió: «Quizás el movimiento más brillante que hizo Howard con esta banda sonora fue uno que muchos oyentes ni siquiera notarán, y eso se debe a que es una ausencia intencional de tema que es clave para la trama. Howard aparentemente no quiso proporcionarle un tema, contentándose en cambio con escribir una música de fondo sin significado para sus escenas [...] Hay pocas desventajas en la banda sonora de Maléfica en su conjunto. Una de ellas es la aparente incapacidad de Howard para realmente clarificar sus temas con la delineación obvia que normalmente se escucha en las bandas sonoras de fantasía masivas. En otras palabras, algunos oyentes tendrán dificultades para identificar los temas y en su lugar se contentarán con absorber el conjunto. No es una narrativa temática tan tensa como Lady in the Water, pero pocas bandas sonoras lo son. Aun así, rara vez se encuentran bandas sonoras de fantasía de esta calidad en la década de 2010, una majestuosidad orquestal tan espectacular es una verdadera rareza».

## Lista de canciones
Toda la música compuesta por James Newton Howard, excepto cuando se indique lo contrario. 
| Maleficent (Original Motion Picture Soundtrack) |                                    |          |  |
| N.º                                             | Título                             | Duración |  |
| 1.                                              | «Maleficent Suite»                 | 6:38     |  |
| 2.                                              | «Welcome to the Moors»             | 1:05     |  |
| 3.                                              | «Maleficent Flies»                 | 4:39     |  |
| 4.                                              | «Battle of the Moors»              | 4:58     |  |
| 5.                                              | «Three Peasant Women»              | 1:04     |  |
| 6.                                              | «Go Away»                          | 2:26     |  |
| 7.                                              | «Aurora and the Fawn»              | 2:28     |  |
| 8.                                              | «The Christening»                  | 5:30     |  |
| 9.                                              | «Prince Philip»                    | 2:29     |  |
| 10.                                             | «The Spindle's Power»              | 4:35     |  |
| 11.                                             | «You Could Live Here Now»          | 2:26     |  |
| 12.                                             | «Path of Destruction»              | 1:47     |  |
| 13.                                             | «Aurora in Faerieland»             | 4:41     |  |
| 14.                                             | «The Wall Defends Itself»          | 1:06     |  |
| 15.                                             | «The Curse Won't Reverse»          | 1:21     |  |
| 16.                                             | «Are You Maleficent?»              | 2:10     |  |
| 17.                                             | «The Army Dances»                  | 1:28     |  |
| 18.                                             | «Phillip's Kiss»                   | 2:20     |  |
| 19.                                             | «The Iron Gauntlet»                | 1:35     |  |
| 20.                                             | «True Love's Kiss»                 | 2:33     |  |
| 21.                                             | «Maleficent Is Captured»           | 7:42     |  |
| 22.                                             | «The Queen of Faerieland»          | 3:25     |  |
| 23.                                             | «Once Upon a Dream» (Lana Del Rey) | 3:20     |  |

| Bonus track de Japón |                                     |          |  |
| N.º                  | Título                              | Duración |  |
| 1.                   | «Once Upon A Dream» (Shinobu Otake) | 3:23     |  |

## Gráficos
| Listas (2014)                                | Mejor posición |
| -------------------------------------------- | -------------- |
| Reino Unido UK Soundtrack Albums (OCC)       | 42             |
| Estados Unidos Billboard 200                 | 123            |
| Estados Unidos Soundtrack Albums (Billboard) | 18             |

## Historial de lanzamientos
| País           | Fecha                   | Código de catálogo | Ref.   |
| -------------- | ----------------------- | ------------------ | ------ |
| Estados Unidos | 26 de mayo de 2014      | D001908702         | [ 26 ] |
| España         | 26 de mayo de 2014      | 050087296001       | [ 26 ] |
| Canadá         | 26 de mayo de 2014      | D001908702         | [ 26 ] |
| Japón          | 2 de julio de 2014      | AVCW-63031         | [ 26 ] |
| Malasia        | 4 de agosto de 2014     | 050087296001       | [ 26 ] |
| Corea del Sur  | 3 de diciembre de 2014  | DY31070            | [ 26 ] |
| Taiwán         | 10 de diciembre de 2014 | 050087296001       | [ 26 ] |